# Суховей, Пётр
Пётр Суховей  (Суховеенко) (укр. Петро Суховій (Суховієнко); годы рождения и смерти неизвестны) — войсковой писарь, кошевой атаман Запорожской Сечи с 1668 по 1669 год, гетман Правобережной Украины (1670—1674). 
Петр Суховей отстаивал идею подчинения Украины Крымскому Ханству.

## Биография
Родился предположительно в 1645 году в казацкой семье Левобережной Украины, скорее всего на Полтавщине, где прошли его детские годы.
Однако вскоре его родители переехали на пограничные земли, которые принадлежали Российскому государству, где прожили более 10 лет.
У Петра был старший брат (тоже Пётр), который вместе с женой проживал в г. Зенков близ Гадяча. 
Неизвестно, был ли женат сам Пётр Суховей, но в 1669 году гетман П. Дорошенко высказывал желание  отдать за него свою дочку. 
Кроме «казацкого» письма он хорошо знал польский, татарский, русский и латинский языки. Не исключено, что он учился в каком-то из университетов Европы, потому что в 1668 году нежинский протопоп Симеон Адамович, перебывая в Москве, рассказывал служащим Посольского приказа: 

“… есть в Запорогах писарь Петрушка Суховей, досужей и ученой человек, в 23 года, и посылан был он в Крым для договоров, и с ханом де и с калгою и с салтаном договор учинил, и из Крыму об нем в Запороги писали, чтоб впредь к ним посылали таких же досужих людей, как он Суховий, а прежде сего таких умных людей к ним не присылывали”. 

## Политика
В политической жизни Украины Петр Суховей появился в 1667 году как кошевой писарь Запорожской Сечи.
Вместе с крымским ханом Адил-Гиреем вёл ожесточенную борьбу за власть с гетманом Петром Дорошенко.
Ориентировался на Крымское ханство, признав власть хана над Украиной, и поддерживал с крымскими татарами тесные политические и военные связи. В крымских кругах был известен под именем Ашпат-Мурзы.
В конце 1668 года потерпел поражение от объединенных сил П. Дорошенко и запорожцев во главе с Иваном Серко.
В августе 1669 года Суховей был переизбран на казацкой раде и остался писарем при гетмане Михаиле Ханенко.
В 1674 году полностью прекратил борьбу и перешел сначала на Левобережную Украину к Демьяну Многогрешному, а затем уехал в Крым.
Дальнейшая его судьба неизвестна.